# Трушніков Петро Іванович
Трушніков Петро́ Іва́нович (рос. Трушников Пётр Ива́нович; 1 травня 1925, Єлдово — 19 вересня 1988) — Герой Радянського Союзу.

## Біографія
Народився 1 травня 1925 року в селі Єлдовму (тепер Бірілюського району Красноярського краю) в селянській родині. Росіянин. Закінчив сім класів неповної середньої школи. Працював бригадиром у радгоспі.
У червні 1942 року призваний до лав Червоної Армії. У боях німецько-радянської війни з липня 1943 року. Воював на Степовому фронті. У ніч на 5 жовтня 1943 року лінійний наглядач 976-го окремого батальйону зв'язку 73-го стрілецького корпусу 52-ї армії рядовий П. І. Трушніков під вогнем противника в районі міста Черкас проклав кабельну лінію через Дніпро і постійно підтримував зв'язок командування корпуса з передовими частинами дивізії.
Указом Президії Верховної Ради СРСР від 22 лютого 1944 року за зразкове виконання бойових завдань командування і проявлені при цьому мужність і героїзм рядовому Петру Івановичу Трушнікову присвоєно звання Героя Радянського Союзу з врученням ордена Леніна і медалі «Золота Зірка» (№ 2 558).
Член ВКП(б) з 1944 року. У 1946 році демобілізувався. 

Могила Петра Трушнікова

Жив у Києві. Помер 19 вересня 1988 року. Похований в Києві на Міському кладовищі «Берківцях» (ділянка № 104).

## Ушанування пам'яті
Ім'я Героя носить школа в селищі Проточний Бірілюського району.